# Cedar Grove (Indiana)
Cedar Grove é uma cidade  localizada no estado americano de Indiana, no Condado de Franklin.

## Demografia
Segundo o censo americano de 2000, a sua população era de 185 habitantes.
Em 2006, foi estimada uma população de 185, um aumento de 0 (0.0%).

## Geografia
De acordo com o United States Census Bureau tem uma área de
0,4 km², dos quais 0,4 km² cobertos por terra e 0,0 km² cobertos por água. Cedar Grove localiza-se a aproximadamente 312 m acima do nível do mar.

## Localidades na vizinhança
O diagrama seguinte representa as localidades num raio de 16 km ao redor de Cedar Grove.